# Odenas
Odenas – miejscowość i gmina we Francji, w regionie Owernia-Rodan-Alpy, w departamencie Rodan.
Według danych na rok 1990 gminę zamieszkiwało 750 osób, a gęstość zaludnienia wynosiła 83 osób/km² (wśród 2880 gmin regionu Rodan-Alpy Odenas plasuje się na 943. miejscu pod względem liczby ludności, natomiast pod względem powierzchni na miejscu 1199.).